# Ortschaft Süd
Die Ortschaft Süd ist die zweitgrößte der sieben Ortschaften der kreisfreien Stadt Salzgitter in Niedersachsen.

## Geografie
Die Ortschaft Süd grenzt im Norden an die Ortschaft West, im Nordosten an die Ortschaft Südost, im Südosten, Süden und Südwesten an den Landkreis Goslar mit den Gemeinden Liebenburg und Wallmoden und im Westen an den Landkreis Wolfenbüttel mit der Samtgemeinde Baddeckenstedt.

### Gliederung
Die Ortschaft Süd setzt sich aus folgenden fünf Stadtteilen der Stadt Salzgitter zusammen.
| Stadtteil      | Einwohnerzahl (Dezember 2024) | Fläche in km² | Bevölkerungsdichte in Einw./km² |
| -------------- | ----------------------------- | ------------- | ------------------------------- |
| Gitter         | 782                           | 2,98          | 262                             |
| Groß Mahner    | 521                           | 6,32          | 82                              |
| Hohenrode      | 189                           | 1,28          | 148                             |
| Ringelheim     | 2.075                         | 7,22          | 287                             |
| Salzgitter-Bad | 21.334                        | 19,23         | 1109                            |
| Ortschaft Süd  | 24.901                        | 37,03         | 672                             |

### Bilder

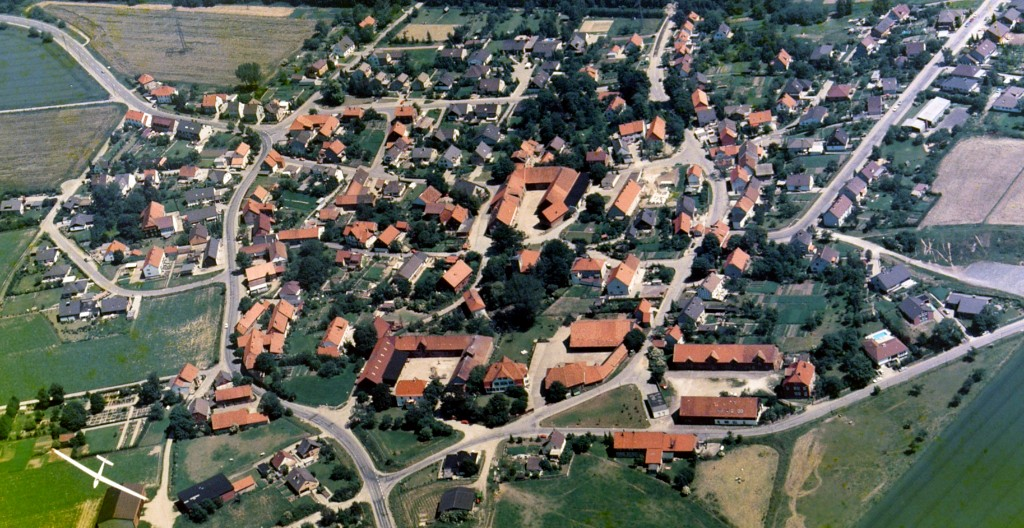
Blick auf Gitter
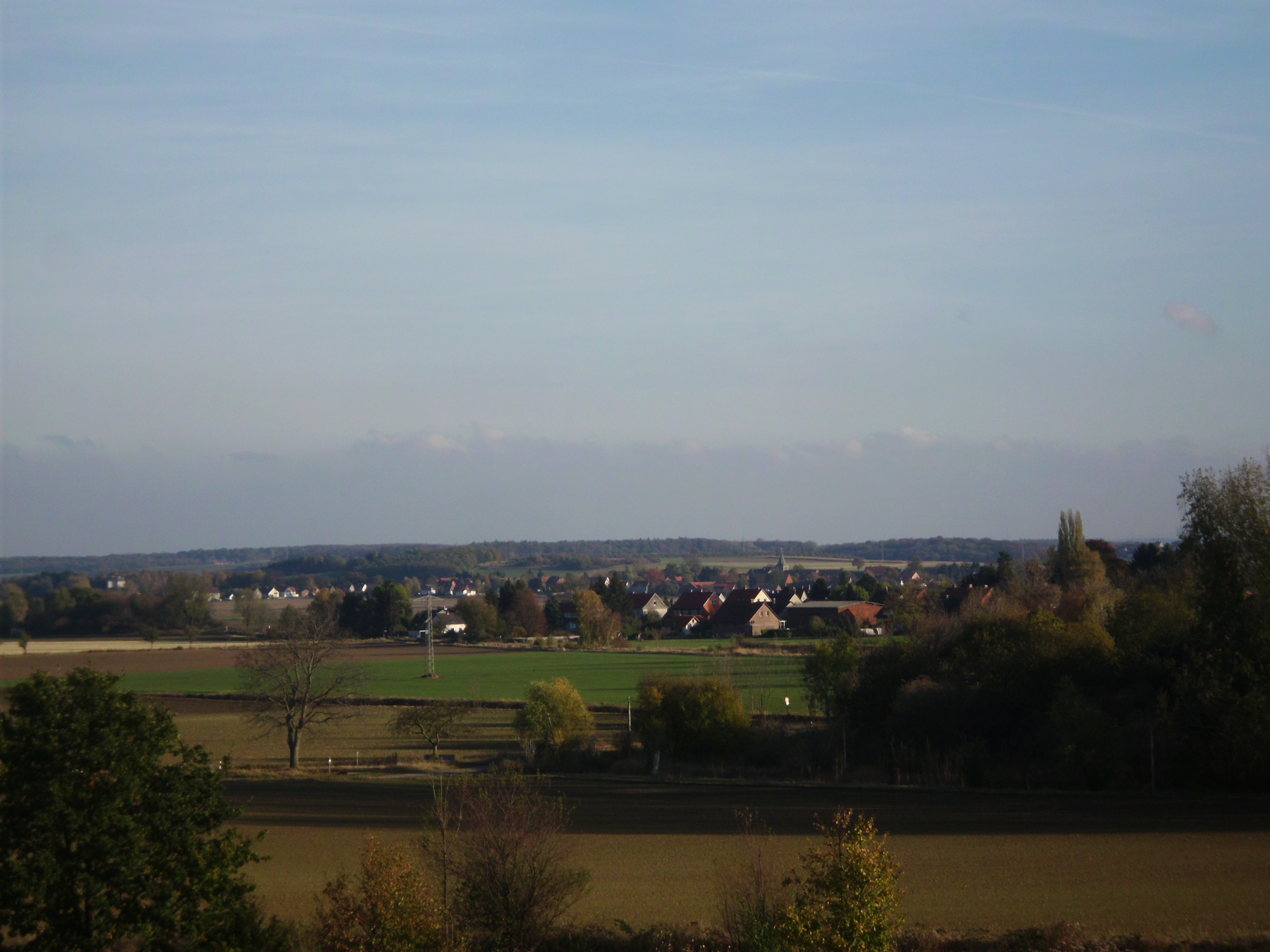
Blick auf Groß Mahner von der B 248
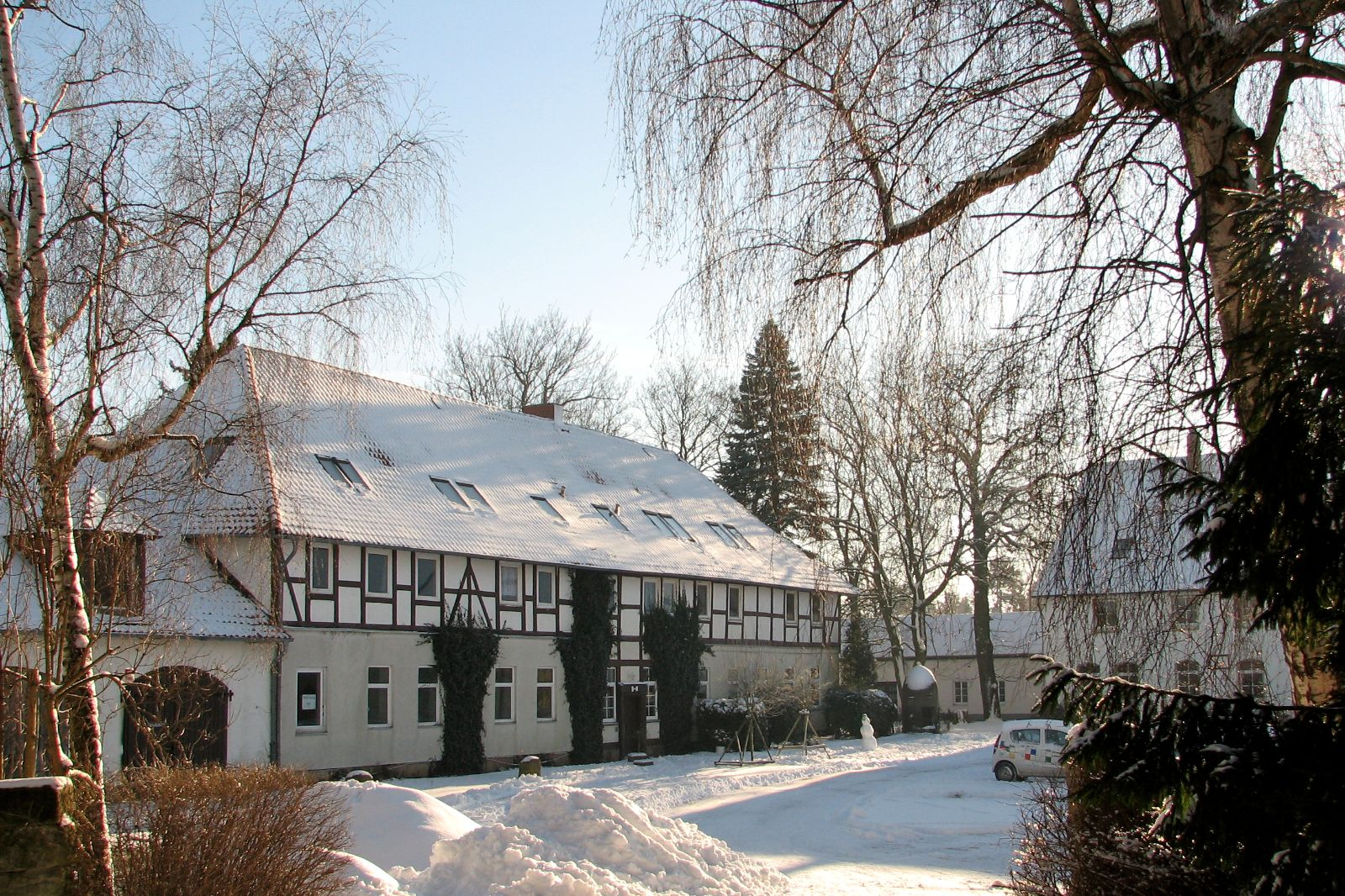
Gutshof von Hohenrode
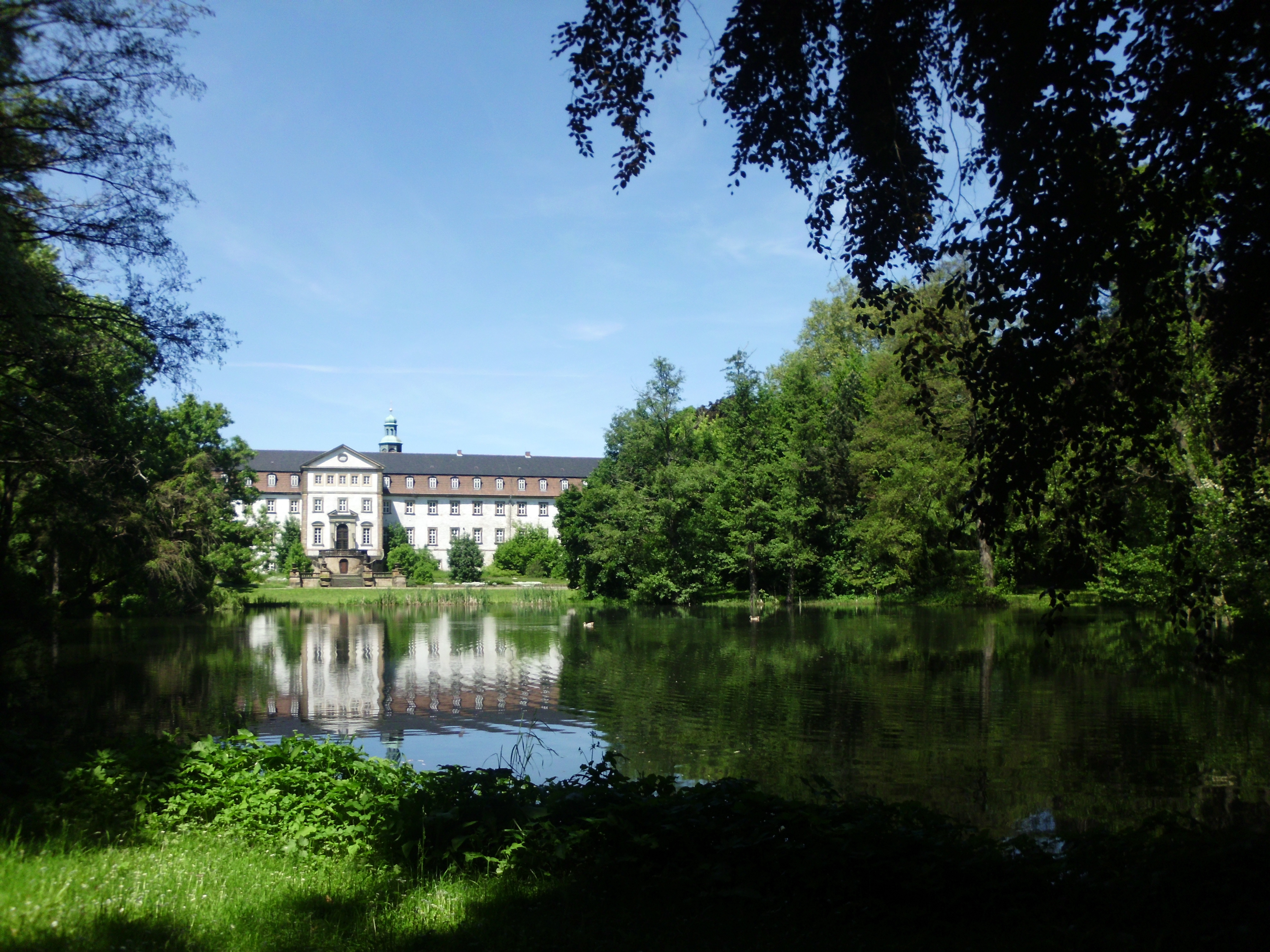
Blick über den Schlossteich auf Schloss Ringelheim
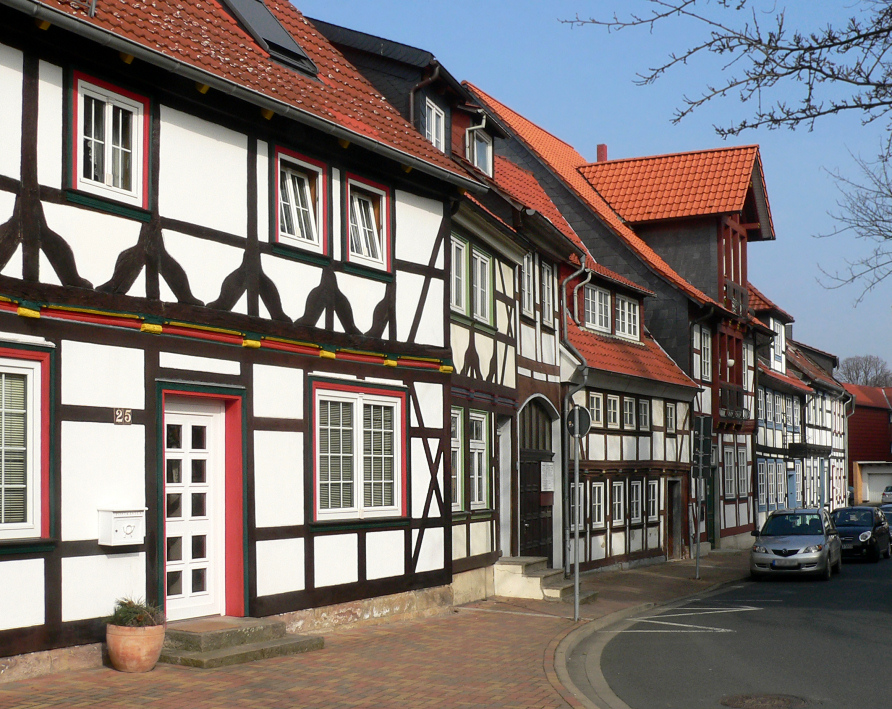
Fachwerkhäuser in der Altstadt von SZ-Bad

## Geschichte
Die Ortschaft Süd entstand gemeinsam mit den anderen sechs Ortschaften zum 1. Januar 1972, um die Anzahl der Ortsräte auf sieben zu reduzieren. Zuvor besaßen alle 29 damals zu Salzgitter gehörenden Stadtteile einen eigenen Ortsrat. Die erste Kommunalwahl fand noch im selben Jahr statt.

### Einwohnerentwicklung
Die Tabelle zeigt die Einwohnerzahlen einschließlich der Nebenwohnsitze jeweils zum 31. Dezember des entsprechenden Jahres.
| Ortschaft Süd – Bevölkerungsentwicklung seit 1985 | Ortschaft Süd – Bevölkerungsentwicklung seit 1985 | Ortschaft Süd – Bevölkerungsentwicklung seit 1985 | Ortschaft Süd – Bevölkerungsentwicklung seit 1985 | Ortschaft Süd – Bevölkerungsentwicklung seit 1985 | Ortschaft Süd – Bevölkerungsentwicklung seit 1985 | Ortschaft Süd – Bevölkerungsentwicklung seit 1985                                                                     |
| Jahr                                              | Einwohner                                         | Jahr                                              | Einwohner                                         | Jahr                                              | Einwohner                                         | Entwicklung |
| ------------------------------------------------- | ------------------------------------------------- | ------------------------------------------------- | ------------------------------------------------- | ------------------------------------------------- | ------------------------------------------------- | --- |
| 1985                                              | 27.196                                            | 2000                                              | 28.501                                            | 2011                                              | 25.137                                            | Hier fehlt eine Grafik, die leider im Moment aus technischen Gründen nicht angezeigt werden kann. Wir arbeiten daran! |
| 1990                                              | 27.860                                            | 2001                                              | 28.379                                            | 2012                                              | 24.868                                            | Hier fehlt eine Grafik, die leider im Moment aus technischen Gründen nicht angezeigt werden kann. Wir arbeiten daran! |
| 1991                                              | 28.512                                            | 2002                                              | 28.167                                            | 2013                                              | 24.751                                            | Hier fehlt eine Grafik, die leider im Moment aus technischen Gründen nicht angezeigt werden kann. Wir arbeiten daran! |
| 1992                                              | 29.287                                            | 2003                                              | 27.633                                            | 2014                                              | 24.828                                            | Hier fehlt eine Grafik, die leider im Moment aus technischen Gründen nicht angezeigt werden kann. Wir arbeiten daran! |
| 1993                                              | 29.056                                            | 2004                                              | 27.316                                            | 2015                                              | 25.567                                            | Hier fehlt eine Grafik, die leider im Moment aus technischen Gründen nicht angezeigt werden kann. Wir arbeiten daran! |
| 1994                                              | 29.078                                            | 2005                                              | 26.945                                            | 2016                                              | 26.075                                            | Hier fehlt eine Grafik, die leider im Moment aus technischen Gründen nicht angezeigt werden kann. Wir arbeiten daran! |
| 1995                                              | 29.282                                            | 2006                                              | 26.588                                            | 2017                                              | 26.078                                            | Hier fehlt eine Grafik, die leider im Moment aus technischen Gründen nicht angezeigt werden kann. Wir arbeiten daran! |
| 1996                                              | 29.096                                            | 2007                                              | 26.235                                            | 2018                                              | 26.048                                            | Hier fehlt eine Grafik, die leider im Moment aus technischen Gründen nicht angezeigt werden kann. Wir arbeiten daran! |
| 1997                                              | 28.933                                            | 2008                                              | 26.026                                            | 2019                                              | 25.469                                            | Hier fehlt eine Grafik, die leider im Moment aus technischen Gründen nicht angezeigt werden kann. Wir arbeiten daran! |
| 1998                                              | 28.780                                            | 2009                                              | 25.790                                            | 2020                                              | 24.900                                            | Hier fehlt eine Grafik, die leider im Moment aus technischen Gründen nicht angezeigt werden kann. Wir arbeiten daran! |
| 1999                                              | 28.664                                            | 2010                                              | 25.321                                            | 2021                                              | 24.923                                            | Hier fehlt eine Grafik, die leider im Moment aus technischen Gründen nicht angezeigt werden kann. Wir arbeiten daran! |
| Quellen: Jahre 1985 bis 1992, Jahre 1993 bis 2021 |                                                   |                                                   |                                                   |                                                   |                                                   | Hier fehlt eine Grafik, die leider im Moment aus technischen Gründen nicht angezeigt werden kann. Wir arbeiten daran! |

## Politik
Wie alle Ortschaften verfügt die Ortschaft Süd über einen Ortsrat, aus dessen Reihen ein Ortsbürgermeister gewählt wird. Der Ortsrat tagt im Sitzungssaal des Kleinen Rathauses in Salzgitter-Bad. Dort befinden sich auch Zweigstellen der Stadtverwaltung und der Stadtbibliothek.

### Ortsrat
Der Ortsrat setzt sich aus 19 Ratsfrauen und Ratsherren zusammen. Dies ist laut Hauptsatzung der Stadt Salzgitter die festgelegte Anzahl für eine Ortschaft mit 20.001 bis 30.000 Einwohnern. Die aktuelle Legislaturperiode beginnt am 1. November 2021 und endet am 31. Oktober 2026.
Die Kommunalwahlen am 12. September 2021 ergaben die folgende Sitzverteilung (Veränderung zu 2016):
- SPD: 6 Sitze (−1)
- CDU: 6 Sitze (−1)
- Grüne: 2 Sitze (+1)
- AfD: 2 Sitze (+2) (Da die AfD nur einen Kandidaten gemeldet hatte, bleibt ein Platz unbesetzt)
- Linke: 1 Sitz (±0)
- FDP: 1 Sitz (±0)
- Freie Wähler: 1 Sitz (+1)

### Ortsbürgermeister
Ortsbürgermeister ist Andreas Triebe (CDU). Stellvertreter sind Renate Conze (FDP) und Dincer Dinc (SPD).

### Wappen
Jeder Stadtteil der Ortschaft Süd führt sein eigenes Wappen.

Gitter
Groß Mahner
Hohenrode
Ringelheim
Salzgitter-Bad